# Polylepis
Polylepis es un género altoandino de plantas que incluye pequeños árboles y arbustos, comúnmente llamados queñual, queuña, quinual o quewiña (del quechua qiwiña), principalmente en Perú y Bolivia, aunque en países como Ecuador se le conoce el huevo o en Argentina como tabaquillo. Su taxonomía ha sido declarada como muy compleja, pero en la más reciente revisión taxonómica realizada por Tatiana Boza se presente al menos 45 especies diferentes a lo largo de todo su rango de distribución en los Andes Tropicales. El grupo se caracteriza por ser polinizado por el viento. Polylepis incluye plantas caracterizadas por poseer un tronco retorcido, aunque en algunas áreas algunos árboles pueden llegar a alcanzar 15-20 m de alto y troncos con 2 m de diámetro. El follaje es siempre verde, con pequeñas hojas densas y ramas muertas.
El nombre Polylepis deriva de dos palabras griegas, poly (muchas) y letis (láminas), refiriéndose a la corteza compuesta por múltiples láminas que se desprenden en delgadas capas. Este tipo de corteza es común en todas las especies del género. La corteza es gruesa y cubre densamente el tronco, que protege el tronco contra bajas temperaturas e incendios. Algunas especies de Polylepis forman bosques que crecen a lo largo de la línea de árboles e incluso llegan a mayores elevaciones, rodeados por pastizales y arbustales. Algunos individuos de Polylepis tarapacana crecen por encima de 5000 m s. n. m., situando a Polylepis como el género con la distribución más alta de árboles angiospermas en el mundo.

## Descripción
Polylepis se caracteriza por estar compuesto por pequeños árboles y arbustos de aproximadamente 2 a 5 m de alto. Posee hojas compuestas, con foliolos pequeños, gruesos y cubiertos por resina y tricomas. El tronco es retorcido y cubierto por una corteza café-rojiza, que se desprende en delgadas láminas. Las flores son pequeñas, agrupadas en racimos y el número varía según la especie. Las flores son polinizadas por el viento y poseen características típicas de esta forma de polinización; es decir, flores con pétalos reducidos, estambres sobresalientes y un estigma amplio. Estos árboles poseen una adaptación al frío de las regiones de alta montaña. La corteza laminada forma un paquete alrededor del tronco que actúa a modo de aislante térmico, protegiendo a la planta contra heladas.
Las flores de todas las especies del género están organizadas en inflorescencias. En la mayoría de los casos las inflorescencias son colgantes, en algunos casos como las inflorescencias son reducidas y se mantienen casi ocultas entre las axilas de la hojas. En las especies con inflorescencias colgantes, las flores nacen con regularidad a lo largo del raquis o agrupadas al final de las ramas. Las flores son reducidas y tienen muchas características asociadas con la polinización por el viento. Estos incluyen, pétalos y sépalos reducidos, ausencia de olor y néctar, anteras numerosas con largos filamentos, polen abundante y estigma seco y amplio.
El polen se caracteriza por ser mónada, con una forma isopolar y relativamente esférico achatado ligeramente a los polos. Tiene tanto una abertura alargada y redondeada y los límites de la endoapertura (las aberturas interiores de apertura compuesta) son oscuros. La parte alargada de la abertura está completamente cubierto por una pontooperculo.
Los frutos de Polylepis son esencialmente aquenios, dispersados por el viento. Los frutos de todas las especies son indehiscentes y poseen una sola semilla. Los frutos de las diferentes especies tiene crestas, espinas o alas. El tipo de protuberancia es carácter diagnóstico para diferenciar especies.

## Hábitat y distribución

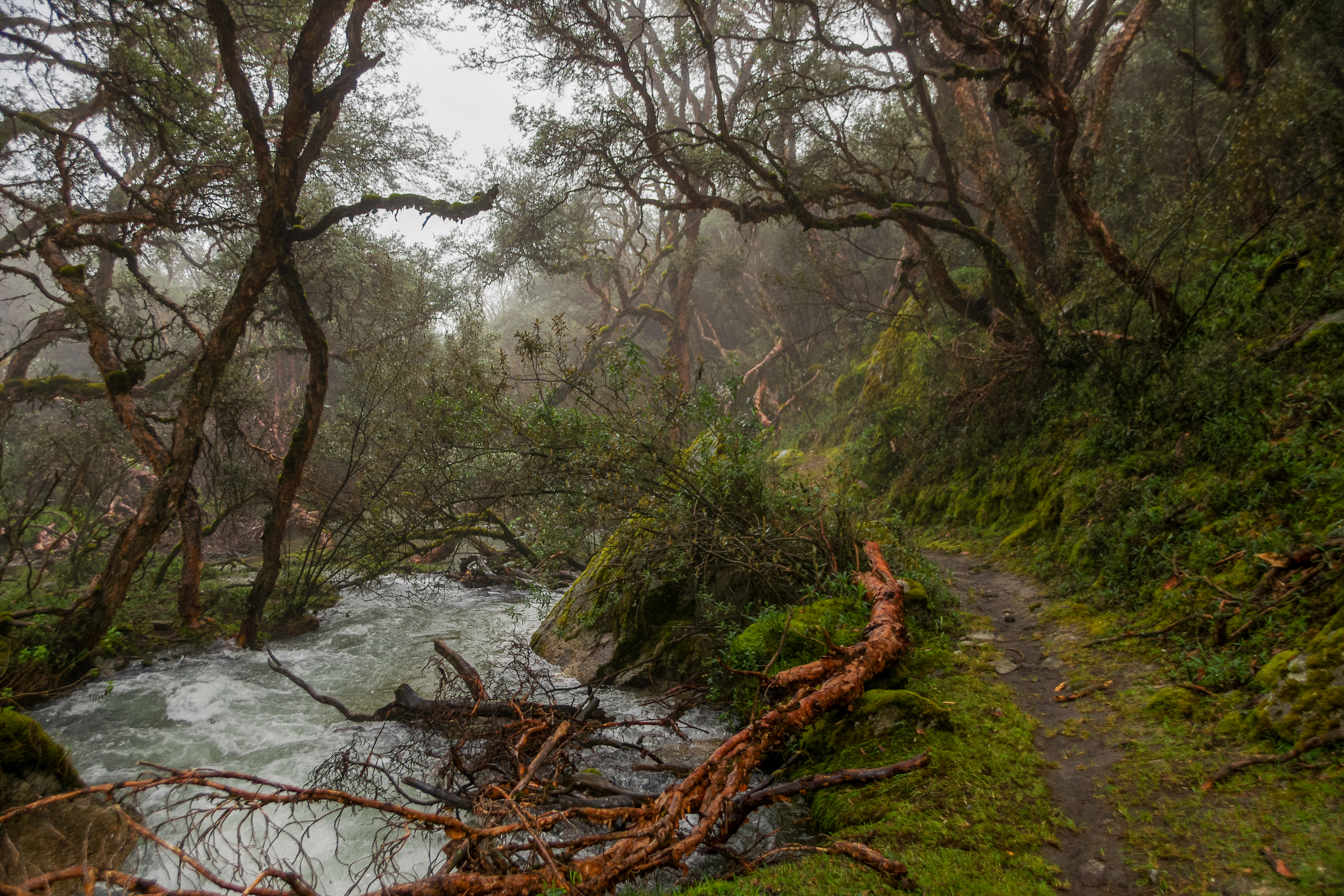
Sendero con río y árboles en el bosque de quenuales de la quebrada Aquilpo, Cordillera Blanca, Perú

El género Polylepis se encuentra distribuido en Suramérica, específicamente a lo largo de la Cordillera Andina. El género se distribuye desde Venezuela y Colombia hasta el norte de Chile y centro de Argentina. Las especies se distribuyen a lo largo o por encima del límite superior del bosque continuo. A lo largo de la cordillera de los Andes y sistemas serranos relacionados, desde el norte de Venezuela, Colombia, Ecuador, Perú, Bolivia, hasta el norte de Chile, y el noroeste y centro de la Argentina, hasta la altiplanicie de la Pampa de Achala.
Sólo una especie, Polylepis australis, posee una distribución extra-tropical en las montañas de la región noroeste de Argentina. La mayoría de las especies crecen a altitudes elevadas, entre 3500 y 5000 m, aunque algunas especies se encuentran a menor altitud, hasta 1800 m. Las especies que se distribuyen en menores altitudes se encuentran comúnmente mezcladas con otras especies arbóreas. Por ejemplo, P. cristagalli se encuentra en bosques mezclados con Podocarpus y Alnus, entre 3,200 y 2,500 m. Es muy raro encontrar especies de árboles viviendo a altas elevaciones (por encima 4000 m.), sin embargo, Polylepis es uno de los pocos árboles que crece a grandes altitudes en el mundo, incluso por encima de las coníferas que habitan las montañas del Himalaya. Polylepis tarapacana es la especie registrada por formar los bosques más altos del mundo, llegando hasta los 5,200 m en el parque nacional Sajama.
Los bosques de Polylepis se caracterizan por formar pequeños parches, donde Polylepis suele ser la especie arbórea dominante o exclusiva. Muchas de las especies (p. ej., P. pepei, P. tarapacana, P. besseri) suelen habitar las zonas del límite superior del bosque continuo (zonas de transición entre los bosques montanos y zonas alpinas) y formar pequeños parches, comúnmente presentes en laderas de montañas y quebradas rocosas. Los bosques de Polylepis tarapacana pueden llegar a crecer a altitudes extremas (4000 - 4500 m s. n. m.), el bosque de P. tarapacana en las faldas del nevado Sajama (parque nacional Sajama, Bolivia) es considerado como uno de los bosques más altos del mundo, distribuido entre los 4200 y 5200 m s. n. m.. En la Cordillera de Vilcanota en Perú, los queñuales se distribuyen entre 3600 y 4500 m s. n. m.. Una excepción son las especies que habitan los bosques húmedos montanos (P. multijuga, P. quadrijuga y P. sericea) y el bosque tucumano-boliviano (P. cristagalli y P. hyeronymi) porque se entremezclan con otras especies de árboles tropicales.
Los factores que determinan la actual distribución de los bosques de Polylepis han sido discutidas por los científicos desde fines de los años 1950. Especialmente en relación con los mecanismos que han actuado para producir una distribución fragmentada y aislada de los bosques. En el presente, las hipótesis ambiental y antropogénica son las más aceptadas.
La hipótesis ambiental propone que los bosques se encuentran asociados a las laderas y quebradas rocosas porque estos actúan como cobertizos contra las fluctuaciones drásticas de temperatura, heladas nocturnas y vientos helados.
La hipótesis antropogénica sugiere que la distribución actual es el producto de la explotación intensiva de los bosques por parte de grupos humanos, quienes redujeron la cobertura boscosa a través de la extracción intensiva de madera, incendios, introducción de ganado vacuno y ovino y cultivos. Los bosques remanentes de Polylepis se encuentran frecuentemente en laderas y zonas rocosas porque constituyen áreas donde los incendios no pueden expandirse y son de difícil acceso para el ganado. Algunos autores sugieren que la distribución potencial de Polylepis fue mucho más amplia en el pasado, cubriendo extensas áreas en las tierras altas de Bolivia y Perú, y actualmente cubren aproximadamente el 10% del área potencial Bolivia y 2-3% en Perú.
Los bosques de Polylepis son ecosistemas que albergan una fauna y flora única, especialmente aves especialistas de hábitat y con altos niveles de endemismo. Estos bosques también representan uno de los habitantes más vulnerables de los altos Andes por la fuerte presión antropogénica existente, ya que constituyen el único recurso maderable en esas alturas.

## Polinización y dispersión
La polinización por el viento fue un evento evolutivo que probablemente ayudó a Polylepis a colonizar las tierras altas, puesto que las especies no tuvieron que depender de polinizadores como animales, especialmente insectos, que son más escasos en regiones altas.
Los frutos de todas las especies son dispersados por el viento. Sin embargo, la presencia de espinas en los frutos de muchos plantas, sugiere la potencial disperción de los frutos por animales, especialmente en especies como P. australis. Muchas especies de aves buscan alimento o viven en los árboles de Polylepis y es posible que dispersen las frutas atrapadas entre sus plumas.

## Taxonomía

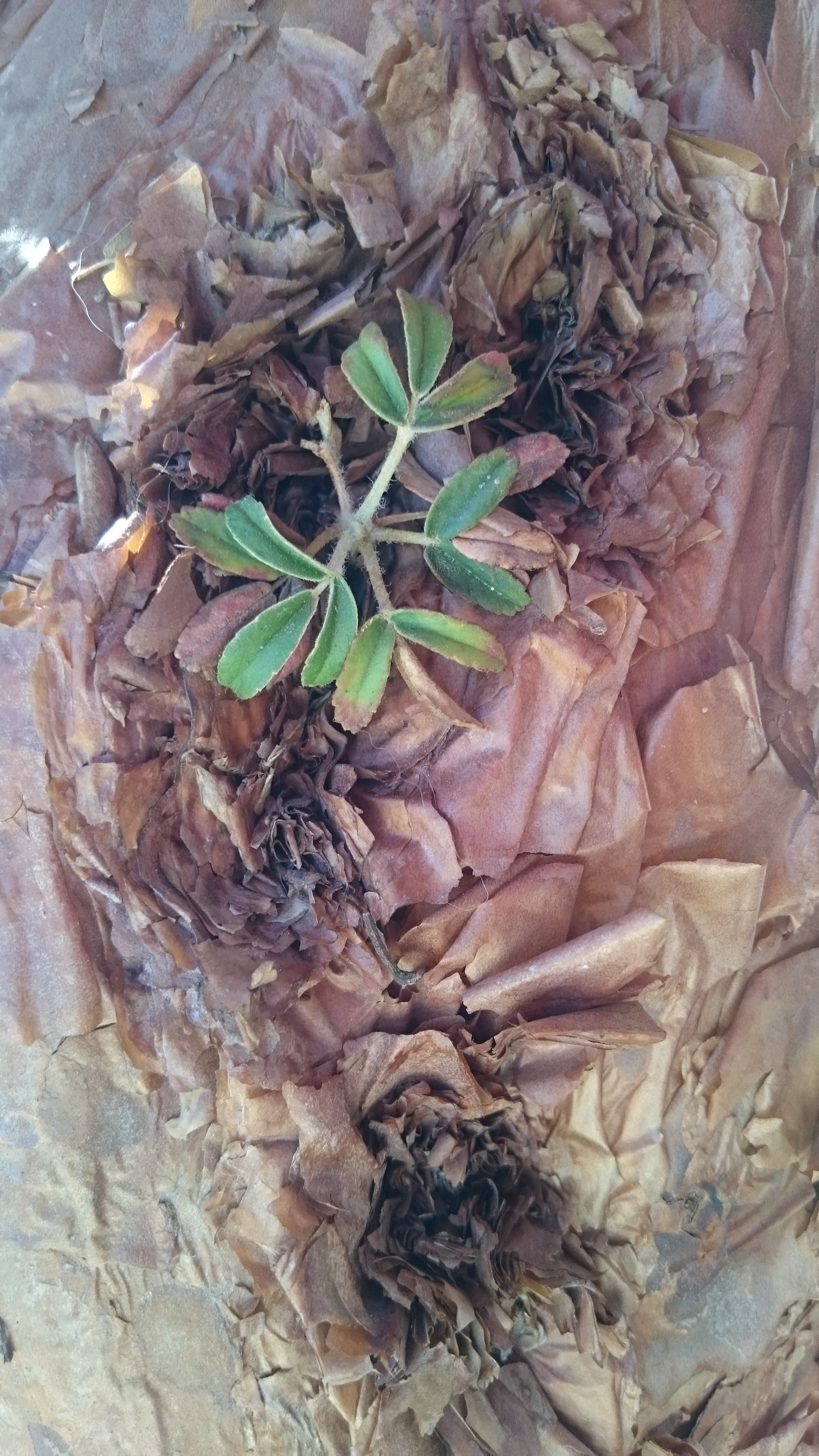
Retoño de Polylepis

El género Polylepis es taxonómicamente muy complejo. Incluye 45 especies distribuidas a lo largo de los Andes. Se encuentra dentro de la familia Rosaceae, la cual incluye a las rosas. El grupo se encuentra dentro de la tribu Sanguisorbeae, que comprende hierbas y pequeños arbustos. Polylepis posee una relación evolutiva muy cercana con el género Acaena, con el que comparte varias características morfológicas, especialmente una corteza rojiza que se desprende en láminas, inflorescencias axilares y parcialmente colgantes.
Entre los caracteres morfológicos que se utilizan para diferenciar las especies de Polylepis se encuentran:
1. Grado de congestión de las hojas,
2. Presencia de estípulas, tamaño e investidura,
3. Presencia y tipo de tricomas y
4. Tamaño, forma, grosor y vestidura de folíolos. El carácter taxonómico más importante son los folíolos.
5. Lugar de procedencia

### Especies
La taxonomía del género Polylepis es muy compleja. Según un estudio del año 2006 son 26 las especies que lo integran.
A continuación se presenta el número de especies registadas en los países andinos, organizada de norte a sur:
- Venezuela: 1 especie.
- Colombia: 3 especies, 1 endémica
- Ecuador: 7 especies, 2 endémicas.
- Perú: 14 especies, 3 endémicas.
- Bolivia: 13 especies, 4 de ellas endémicas.
- Chile: 2 especies, no posee especies endémicas.
- Argentina: 5 especies, 1 endémica.

Este es el listado de las 26 especies, y los países en donde se distribuyen:
- Polylepis australis Bitter - Argentina
- Polylepis besseri Hieron., 1896 - Bolivia
- Polylepis crista-galli - Argentina y Bolivia
- Polylepis flavipila - Perú
- Polylepis hieronymi Pilger, 1906 - Argentina y Bolivia
- Polylepis incana Kunth 1824 - Ecuador y Perú
- Polylepis incarum - Bolivia
- Polylepis lanata - Bolivia
- Polylepis lanuginosa Humnboldt, Bonpland y Kunth, 1824 - Ecuador
- Polylepis microphylla (Wedd.) Bitter - Ecuador, Perú
- Polylepis multijuga Pilger, 1906 - Perú
- Polylepis neglecta - Bolivia
- Polylepis pacensis M.Kessler & Schmidt-Leb., 2006 - Bolivia
- Polylepis pauta Hieron., 1896 - Bolivia, Perú y Ecuador
- Polylepis pepei - Bolivia y Perú
- Polylepis quadrijuga Bitter, 1911 - Colombia
- Polylepis racemosa Ruiz & Pavon, 1798 - Bolivia, Perú y Ecuador
- Polylepis reticulata Hieron., 1896 -Ecuador
- Polylepis rugulosa - Chile y Perú
- Polylepis sericea Wedd., 1861 - Bolivia, Colombia, Ecuador, Perú y Venezuela
- Polylepis subsericans - Perú
- Polylepis subtusalbida - Bolivia
- Polylepis tarapacana Phil., 1891 - Argentina, Bolivia, Chile, y Perú
- Polylepis triacontandra - Bolivia y Perú
- Polylepis weberbaueri Pilger - Ecuador, Perú
- Polylepis tomentella Wedd., 1861 - Argentina, Bolivia y Perú
  - Polylepis tomentella subsp. nana - Bolivia
  - Polylepis tomentella subsp. incanoides - Bolivia
  - Polylepis tomentella subsp. tomentella - Argentina y Bolivia.

Dos taxones no pudieron ser definidos por falta de material:
- Polylepis aff. besseri
- Polylepis pallidistigma

Una especie tratada por otros autores que no fue reconocida:
- Polylepis canoi - Perú

## Importancia económica
Polylepis es económicamente importante porque posee múltiples usos. Constituye una fuente de leña para la cocción de alimentos y madera para la construcción de corrales, mangos de herramientas y dinteles. La corteza posee propiedades medicinales para curar enfermedades respiratorias y renales[cita requerida] y también se utiliza como tinte para teñir tejidos. Los bosques son zonas utilizadas para el pastoreo del ganado doméstico nativo (llamas y alpacas) e introducido (ovejas, vacas y cabras) y zonas de cultivo de maíz, papa y cebada, entre otros. Esto último ha llevado a la degradación de estos bosques.

## Nombres comunes
- Venezuela: coloradito.
- Colombia: yagual.
- Ecuador:Árbol de papel, quinua, pantsa o yagual.
- Perú: queñual (Áncash),[6] quenual, queuña (Cusco),[7] quinual, qeñua, ingua.
- Bolivia: lampaya, queñua y kewiña.
- Chile: queñua de altura y queñoa.
- Argentina: queñoa y tabaquillo.